# Donja Ržanica
Donja Ržanica (cyr. Доња Ржаница) – wieś w Czarnogórze, w gminie Berane. W 2011 roku liczyła 920 mieszkańców.